# 劉漢
劉漢（りゅうかん、リウ・ハン、簡体字: 刘汉、英語: Liu Han、1965年10月25日 - 2015年2月9日）は、中華人民共和国の実業家であり、コングロマリットである四川漢龍グループの理事長であった人物である。最盛期には40億ドルもの資産を保有する億万長者であったが犯罪組織のボスでもあり、中国の有力政治家であった周永康（元中国共産党四川省委員会書記、中国共産党中央政治局委員）一家と密接な関係を持っていたが彼の失脚により逮捕され、2015年2月9日に死刑に処された。

## 生涯
劉漢は朝鮮戦争の退役軍人であり、中学校の物理教師であった劉章科と行商人の李万珍の子供として四川省広漢市に生まれた。
1980年代中頃より材木、建築資材、石油等の転売を行い、1990年代初頭より弟である劉維と秘密の賭博場を運営して資産を増やしていった。友人によると若いころから金銭に対する執着が並外れており、材木を転売するために道路が凍結している冬山に入る必要があった際には、他の者は事故を恐れて山に入るのをためらう中、劉漢は自ら材木を積んだトラックを運転して２倍の利益を得たという。
1990年中頃からは大豆や鉄鋼製品の先物取引を手掛け、1995年2月23日に上海証券取引所で３人の若手相場師である袁宝璟、魏東、周正毅と共謀して「327国債」と呼ばれる金融商品の値段をつり上げてから売り抜け、後の商売の原資となる莫大な利益を手にした。
劉漢と同じく327国債で莫大な利益を上げ億万長者にのし上がった袁宝璟であったが、成都の先物取引市場で１億元もの損失を被った。これを劉漢の株価操作のせいだと考えた袁宝璟は元警察官である王興と共謀し、殺し屋を雇って劉漢の殺害を計画する。1997年2月に成都のホテルで劉漢は銃撃されるが辛くも逃げ延びた（殺し屋は逮捕されて終身刑の判決を受けた）。
しかし王興はこの事件をきっかけに袁宝璟を恐喝するようになり、2001年11月15日に王興は袁宝璟の弟である袁宝森、袁宝福に刺されて重傷を負った。それでも王興は袁宝璟を恐喝することをやめなかったため、2003年10月４日に袁宝璟のいとこである袁宝琦により銃撃され死亡した。最終的に袁宝璟、袁宝森、袁宝福、袁宝琦は王興殺害の容疑で逮捕されて死刑判決を受け、2006年3月17日に死刑に処された。
しかしこの判決については袁宝璟は最後まで無罪を主張しており、劉漢の後ろ盾であり治安分野に影響力を持つ周永康の意向があったのではないかと疑いがもたれている。

### 四川漢龍グループの設立
1997年に四川漢龍グループを設立し、会社の本部を綿陽から成都に移転した。
この頃からグループは中国国内の企業だけでなくオーストラリアの鉱山採掘会社の経営権を13億ドルで落札するなど巨大化の一途をたどり、最盛期には鉱山、発電、不動産、金融、投資会社等多岐にわたる子会社を70以上経営し、40億ドルにも上る資産を保有した。

### 周永康との関係
2002年頃には周永康の息子である周濱とビジネスを通じて知り合い、四川省の役所の人事にも干渉できるほどの権勢を誇り、四川省の政治協商会議委員と常務委員に三度も選出されるなど省政府の政治にも関与するようになる。
公安・司法分野のトップであり、四川省共産党総書記の周永康の威光は絶大であり、劉一派が違法行為を重ねても治安当局は彼らを逮捕することは出来なかった。

### 逮捕、処刑
しかし商売の障壁になる人物やライバルのギャングを暴力的な手段で排除し、四川省の利権を独占する強引なやり口は中央政府の警戒心を喚起することとなっていく。
やがて2012年に就任した習近平総書記が打ち出した腐敗撲滅政策により、2013年3月13日に劉は妻と共に北京国際空港で身柄を拘束され、最終的に劉兄弟及び34名の組員が逮捕された（後ろ楯であった周永康もその後失脚した）。警察は3個の手りゅう弾、20丁の銃器、677発の弾丸、2163発のショットガンのカートリッジ、100本以上のナイフを押収した。
劉兄弟及び３名の組員は殺人、恐喝、マフィアスタイルの犯罪組織の設立、賭博場の開設、不法な銃器の取得等13の罪状で起訴され、法廷では兄である劉漢が組織の統率と意思決定を担当し、弟の劉維が裏家業を統率していたことが明らかにされた。
また、組員は警察に逮捕されても漢龍グループとの関わりを話さないことが厳命され、裏切り者は激しい制裁を受けたという。殺人命令を拒否した者は組織から追放され、一方で命令を忠実に遂行した者には昇進と10万元の報酬が約束された。幹部にはアウディやキャデラック等の高級車及び数十万元の報酬を提供し、飴と鞭で組織を支配した。
一審の湖北省咸寧市中級人民法院は2014年5月23日に劉漢に対し死刑を宣告した。劉漢は控訴したが、二審の湖北省高等人民法院は8月7日に一審の判決を支持し、死刑が確定した。
2015年2月9日に劉兄弟及び3名の組員は死刑に処された。

### 篤志家としての一面
犯罪者として裁かれる前は篤志家としても有名であり、故郷である四川省で2008年に発生した四川大地震では政府が建設した小学校が手抜き工事により崩壊して多数の小学生が死亡したが、劉が建設させた小学校は一人の犠牲者も出すことがなかったことが彼の名声を高め、また多額の復興支援を行った。

### 趣味、趣向
劉漢は車好きでロールス・ロイス、フェラーリ、ベントレー等の高級車を80台所有していると自慢していた。彼の会社の元幹部によると、その中には中国で10台のみ限定生産されたランボルギーニ・ムルシエラゴが含まれていたという。
元スタッフによると、劉は接待の際には最も高価なフランス産ワインを常に注文し、シドニーでは1本のワインに12,000ドル以上を費やしたという。元マネージャーは劉が1回の食事でワインに10万ドル使ったことがあると証言している。
また熱心なギャンブラーでもあり、一晩中ギャンブルに興じることもあった。パースやメルボルンのカジノの常連であり、裁判ではマカオで1億2,800万ドル、アメリカで1,500万ドル、シンガポールとオーストラリアで合計1,000万ドル以上をギャンブルで失ったことを認めた。
検察官によると劉は「勝っていようが負けていようがカジノのテーブルから離れたくない。勝っている時にはもっと勝ちたくなり、負けている時には負けを取り戻したくなる。テーブルから離れるときはすべてのチップを失った時だ」と供述したという。